# Rudolf von Campe
Rudolf Ernst Emil Otto von Campe (* 10. Februar 1860 in Bückeburg; † 23. Juni 1939 in Hildesheim) war ein deutscher Regierungsbeamter und Politiker der Deutschen Volkspartei (DVP).
Von 1917 bis 1920 war Rudolf von Campe Regierungspräsident des preußischen Regierungsbezirks Minden in Westfalen.

## Leben
Rudolf von Campe wurde als Mitglied des niedersächsischen Uradels des Bistums Hildesheim in Bückeburg geboren und legte 1879 am dortigen Gymnasium das Zeugnis der Reife ab. Danach studierte er sechs Semester an den Universitäten in Freiburg, Leipzig, Königsberg und Göttingen Rechtswissenschaften. Im August 1882 erwarb er den Doktortitel beider Rechte (iuris utriusque) an der Universität Göttingen.
Beim Oberlandesgericht in Celle legte er im März 1887 die Prüfungen zum Gerichtsreferendar und Gerichtsassessor ab. Von 1882 bis 1891 war er an verschiedenen Gerichten tätig. Von 1891 bis 1894 war von Campe Hilfsrichter in Hildesheim. 1894 wurde er zum Amtsrichter am Amtsgericht Northeim ernannt. Von 1898 bis 1916 war Rudolf von Campe am Landesgericht Hildesheim beschäftigt, zuletzt als Landgerichtsdirektor. 1916 wurde er zum Landgerichtspräsidenten des Landesgerichts Stade ernannt.
Im Mai 1917 ernannte die preußische Regierung von Campe zum Regierungspräsidenten des Regierungsbezirks Minden. Während seiner Zeit als Regierungspräsident kamen der als konservativ geltende von Campe und seine höheren Regierungsbeamten mehrfach mit der aufstrebenden und nach demokratischen Reformen rufenden Arbeiterklasse in Konflikt.
Besonders während des sogenannten Kapp-Putsches im März 1920 kam es zu einer schweren Konfrontation mit den Vertretern der Mindener SPD und den anderen Parteien der Weimarer Koalition, da diese die Reichsregierung Ebert/Bauer bedingungslos unterstützten und von Campe diese Unterstützung verweigerte. Nachdem die Regierungsparteien bereits am 13. März 1920 alle Mindener zum Generalstreik aufgerufen und den Mindener Arbeiterrat wieder gegründet hatten, nahm Dr. von Campe in einer Mitteilung an die Landräte und Oberbürgermeister im Regierungsbezirk den Standpunkt ein, „dass unter allen Umständen für Ruhe und Ordnung zu sorgen und daß Streiks vorzubeugen ist“ (zitiert nach Meynert, S. 118). In einem späteren Leserbrief an die sozialdemokratische Zeitung „Volkswacht“ wurde sogar behauptet, dass Dr. von Campe den Vertretern des Arbeiterrates gesagt haben soll, dass er nicht wisse ob die Regierung Ebert noch bestehe, daher könne er sich auch nicht hinter sie stellen, er stehe auf dem Boden der Tatsachen (vgl. Meynert, S. 120).
Von Campe widersprach mit seiner Haltung auch einer Anordnung des Oberpräsidenten der Provinz Westfalen Bernhard Wuermeling, welcher sein direkter Vorgesetzter war. Oberpräsident Wuermeling hatte alle ihm unterstellten Beamten zum Schutz der rechtmäßigen Regierung aufgefordert. Dr. von Campe wollte sich auch deshalb nicht als loyal zur Reichsregierung zeigen, da er damit die Bestrebungen unterstützen würde, die zum Generalstreik geführt haben, in einem Generalstreik sehe er jedoch eine „Todesgefahr“ (vgl. Meynert, S. 120).
Nachdem der Arbeiterrat am 15. März erstmals direkt in die Verwaltung der Stadt Minden eingegriffen und die Mindener Zeitung und das Mindener Tageblatt verboten hatte, versuchte der Regierungspräsident einen Einsatz der Mindener Polizei zu erreichen, da der Arbeiterrat nicht anerkannt werden könne.
Der Mindener Polizeivorsteher Bürgermeister Carl Dieckmann (DDP) lehnte ein Eingreifen der Polizei jedoch ab, da er über Bevollmächtigung des Arbeiterrates durch ein Telegramm der Reichsregierung erfahren hatte. Auch diese direkte Bevollmächtigung akzeptierte von Campe nicht; er fuhr am 16. März 1920 zum Oberpräsidium in Münster, um gegen die Maßnahmen des Arbeiterrates zu protestieren: „Die Herren maßten sich die Vorzensur der Presse, Kontrolle des Telefon- und Telegrafenverkehrs an, drohten mit Gewalt, falls man ihnen nicht folge, kontrollierten die Lebensmittelzüge und drohten mich wie den Landrat hier mit Gewalt zu ersetzen usw. Ich wurde vom Publikum mit Bitten um Schutz bestürmt.“ (zitiert nach Meynert, S. 125).
Die SPD, DDP und USPD forderte daraufhin vom Oberpräsidenten die Ablösung von Campes als Regierungspräsident. Die konservativen Kreise der Mindener Beamten, Apotheker und Ärzte überlegten sogar einen bürgerlichen Gegenstreik, um von Campe zu unterstützen, dazu kam es aber nicht mehr. Erst als der Putsch am 17. März 1920 zusammenbrach, war Regierungspräsident von Campe bereit, sich loyal zur Reichsregierung zu bekennen. Der öffentliche und politische Druck war aber bereits so stark, dass er noch am gleichen Tag beim Oberpräsidenten um seine Versetzung in den einstweiligen Ruhestand bat. Diesem Gesuch wurde am 9. April 1920 stattgegeben und Dr. von Campe wurde durch Dr. Paul Hagemeister ersetzt.
Rudolf von Campe war evangelisch und verheiratet. Sein Sohn Carl von Campe war von 1950 bis 1952 Bundestagsabgeordneter für die Deutsche Partei und anschließend Deutscher Botschafter in Chile.

## Politische Mandate
Von Campe war von 1904 bis 1917 für die Nationalliberale Partei Mitglied des Preußischen Abgeordnetenhauses. Wegen Beförderungen musste er 1906, 1910, 1916 und 1917 sein Mandat niederlegen, wurde – bis auf 1917 – in der Ersatzwahl jedoch stets wiedergewählt. Er kandidierte 1919 für die DVP in Celle für die Nationalversammlung. Er gehörte von 1920 bis 1932 dem Preußischen Landtag an und war von 1920 bis 1928 Vorsitzender der Landtagsfraktion der DVP.

## Auszeichnungen
Rudolf von Campe war Träger des Roten Adlerordens IV. Klasse, des Preußischen Kronenorden III. Klasse, des Eisernen Kreuzes II. Klasse und führte den Titel Geheimer Justizrat. Er war Ehrendoktor der Theologie der Universität Breslau.